# Chistén
Chistén (en castellà Gistaín, oficialment Gistaín/Chistén) és un municipi aragonès situat a la província d'Osca i enquadrat a la comarca del Sobrarb.